# هولي روبرتسون
هولي روبرتسون (بالإنجليزية: Hollie Robertson)‏ هي لاعبة جمباز فني بريطانية، ولدت في 21 مارس 1985.